# Безумие (фильм, 1919)
«Безу́мие» (нем. Wahnsinn) — немой немецкий художественный фильм ужасов 1919 года. Режиссёрская работа Конрада Фейдта. В этом фильме он также выступил в качестве продюсера и исполнителя главной роли.
По состоянию на 2023 год фильм считается утерянным.

## Сюжет
Банкир Фридрих Лоренцен, эксцентричный мизантроп, находится на грани безумия, когда узнаёт об измене своей возлюбленной Марион с доверенным лицом Йоргесом. У него случается нервный срыв, и врач советует ему отправиться в кругосветное путешествие. Однажды он встречает цыганку, которая предсказывают ему судьбу: «Сундук принесёт тебе большое богатство и удачу, но также и смерть. Найди сундук!». Призыв найти сундук становится для мужчины навязчивой идеей. Он начинает видеть сундук в своих видениях, а рядом с ним и прекрасную девушку. В поисках сундука он беспрестанно бродит по окрестностям, однако не находит его. После долгих и безрезультатных поисков он решает вернуться домой. По пути он сталкивается с уличным торговцем, который предлагает ему странный ключ. Лоренцен видит, как лицо торговца превращается в лицо прекрасной девушки из видений, и соглашается купить ключ. Вернувшись домой, банкир получает посылку и письмо от торговца, в котором говорится, что в дополнение к купленным вещам ему отправлен редкий сундук, ключ к которому утерян. Потрясённый Лоренцен пробует странный ключ к сундуку, и он подходит. Главный герой разрывается между желанием получить богатство и удачу и страхом смерти, но в конце концов решается открыть сундук. Из сундука, словно призрак, возникает девушка из видений. Он заключает её в свои объятия и пытается поцеловать, но девушка неожиданно превращается в ухмыляющуюся цыганку. Лоренцен в ужасе спасается бегством. В течение трёх дней он лихорадочно вспоминает своё детство, юность и первую любовь. Тем временем, Марион, которую Йоргес заставил заниматься проституцией, возвращается к Лоренцену, но он, пребывая в бреду, уже не узнаёт её. Йоргес выслеживает Марион и запирает Лоренцена в сундуке. Замок захлопывается, и открыть его уже невозможно. Лоренцен, находясь внутри сундука, задыхается.

## В ролях
| Актёр             | Роль                             |
| ----------------- | -------------------------------- |
| Конрад Фейдт      | банкир Фридрих Лоренцен          |
| Гусси Холль       | девушка                          |
| Райнхольд Шюнцель | Йоргес (по другим данным Йорсен) |
| Грит Хегеса       | танцовщица Марион Кавелло        |
| Генрих Пер        | роль неизвестна                  |
| Эстер Хаган       | роль неизвестна                  |

## Производство
В 1919 году Конрад Фейдт создал собственную продюсерскую компанию Veidt-Film, чтобы попробовать себя в качестве режиссёра и продюсера. Среди других основателей компании были сценаристка Маргарита Линдау-Шульц и режиссёр Фридрих Вильгельм Мурнау, с которым Фейдт познакомился во время работы в Немецком театре Макса Рейнхардта. За своё недолгое существование компания выпустила несколько фильмов, включая «Безумие» и «Ночь в Гольденхалле», которые режиссировал сам Фейдт. Фильм «Безумие» основан на малоизвестном одноимённом рассказе Курта Мюнцера, а сценарий написали Линдау-Шульц и Герман Фельнер. Съёмки фильма проходили в павильоне Zoo-Atelier, расположенный недалеко от Берлинского зоопарка. Оператором картины, предположительно мог быть Карл Фройнд или Карл Хоффманн, а художником-постановщиком являлся Вилли Херрманн. Согласно описанию сюжета, опубликованном в журнале Erste Internationale Film-Zeitung и сохранившимся иллюстрациям к фильму, в «Безумие», вероятно, могло использоваться экспрессионистское освещение и декорации, аналогично тем, что применялось при производстве «Кабинет доктора Калигари» в котором также снялся Фейдт.
Фильм состоял из пяти актов. В главный актёрский состав фильма входил Фейдт, Райнхольд Шюнцель и Грит Хегеса. Небольшую роль также сыграла тогдашняя жена Фейдта, Гусси Холль, которая спустя много лет в интервью Лотте Эйснер вспоминала о съёмках данной картины: «Этот фильм не только назывался „Безумие“, но и был безумием, а я ничего не помню о сюжете».

## Релиз
Премьера фильма состоялась 15 октября 1919 года в берлинских кинотеатрах Марморхаус и Theater am Moritzplatz. Фильм «Безумие», как и «Ночь в Гольденхалле», не имел коммерческого успеха в прокате.
По состоянию на 2023 год нет информации о какой-либо сохранившейся копии фильма.

## Критика
Критик из киножурнала Der Film подчеркнул, что экранизация произведения Курта Мюнцера предоставила возможность артисту продемонстрировать то, что всегда «ближе всего к его душе», а именно воплотить образ «декадентского, истеричного, перевозбуждённого человека, доведённого до безумия злой судьбой». Он похвалил режиссуру Фейдта, указав, что в работе прослеживается определённое влияния Пауля Лени, но также выразил опасения из-за однообразия его ролей в кино. В завершении рецензии критик восторженно отозвался об остальных актёрах, которые составили по его мнению «превосходный ансамбль». В раннем обзоре на фильм издание Berliner Tageblatt отмечало, что роль Фейдта в фильме демонстрирует его «мощные драматические способности». Рецензент из Film-Kurier писал: «В этой фантастической смеси реальности и ужаса есть что-то от духа Э. Т. А. Хофмана, что-то от его характерного полупричудливого, полуужасающего [микса], который прекрасно воплощается в жизнь как сценически, так и визуально». Критик высоко оценил работу актёров, но остался разочарован выступлением Гасси Холл, посоветовав ей бросить актёрство, так как несмотря на её талант, она не справляется с ролью «несмотря на все свои усилия».